# Eric Kush
Eric Kush (Bridgeville, 9 settembre 1989) è un giocatore di football americano statunitense che gioca nel ruolo di centro per i Cleveland Browns della National Football League (NFL). Fu scelto nel corso del sesto giro (170º assoluto) del Draft NFL 2013 dai Kansas City Chiefs. Al college ha giocato a football all’Università della California a Pasadena.

## Carriera professionistica

### Kansas City Chiefs
Kush fu scelto nel corso del sesto giro del Draft 2013 dai Kansas City Chiefs. Debuttò come professionista nella vittoria della settimana 1 contro i Jacksonville Jaguars. La sua stagione da rookie si concluse con 3 presenze, di cui una come titolare. Nella successiva invece non scese mai in campo.

## Statistiche
| Partite totali      | 12 |
| Partite da titolare | 3  |

Statistiche aggiornate alla stagione 9 della stagione 2016